# Путини
Путини (хорв. Putini) — населений пункт у Хорватії, в Істрійській жупанії у складі громади Канфанар.

## Населення
Населення за даними перепису 2011 року становило 69 осіб.
Динаміка чисельності населення поселення:

## Клімат
Середня річна температура становить 13,55 °C, середня максимальна – 26,98 °C, а середня мінімальна – -0,59 °C. Середня річна кількість опадів – 852 мм.
| Клімат поселення                              | Клімат поселення | Клімат поселення | Клімат поселення | Клімат поселення | Клімат поселення | Клімат поселення | Клімат поселення | Клімат поселення | Клімат поселення | Клімат поселення | Клімат поселення | Клімат поселення | Клімат поселення |
| Показник                                      | Січ.             | Лют.             | Бер.             | Квіт.            | Трав.            | Черв.            | Лип.             | Серп.            | Вер.             | Жовт.            | Лист.            | Груд.            |                  |
| Середній максимум, °C                         | 10,00            | 10,66            | 13,68            | 17,08            | 22,16            | 26,39            | 26,98            | 26,81            | 22,20            | 17,62            | 12,64            | 9,32             |                  |
| Середня температура, °C                       | 4,71             | 5,35             | 8,36             | 11,78            | 16,86            | 21,07            | 23,46            | 23,27            | 18,68            | 14,10            | 9,10             | 5,80             |                  |
| Середній мінімум, °C                          | −0,59            | 0,05             | 3,06             | 6,47             | 11,56            | 15,78            | 19,94            | 19,75            | 15,15            | 10,58            | 5,57             | 2,28             |                  |
| Норма опадів, мм                              | 63               | 52               | 60               | 68               | 63               | 72               | 49               | 75               | 79               | 97               | 99               | 75               |                  |
| Середньомісячна швидкість вітру, м/с          | 2.30             | 2.55             | 2.66             | 2.64             | 2.38             | 2.30             | 2.28             | 2.24             | 2.30             | 2.48             | 2.58             | 2.48             |                  |
| Середньомісячна сонячна радіація, кДж/м²·день | 4486             | 7420             | 10809            | 15313            | 19498            | 21313            | 22486            | 19312            | 14259            | 9107             | 4964             | 3821             |                  |
| --------------------------------------------- | ---------------- | ---------------- | ---------------- | ---------------- | ---------------- | ---------------- | ---------------- | ---------------- | ---------------- | ---------------- | ---------------- | ---------------- | ---------------- |
| Джерело:                                      |                  |                  |                  |                  |                  |                  |                  |                  |                  |                  |                  |                  |                  |